# یوگنیفکا (استان پاولودار)
یوگنیفکا (انگلیسی: Yevgenyevka) یک شهرک در استان پاولودار کشور قزاقستان است.